# Кішкйорйош
Кішкйорйош (угор. Kiskőrös) — місто в медьє Бач-Кішкун в Угорщині. Місто займає площу 102,23 км², на якій проживає 15 131 мешканців.

## Пам'ятки
Головне туристичне місце міста — це меморіальний будинок-музей національного поета Угорщини. Музейний комплекс включає в себе такі пам'ятки, як будинок, у якому народився поет, словацький сільський будинок і так званий «парк скульптур» з 14 скульптурних портретів найвідоміших поетів різних країн, що переводили Шандор Петефі.

## Відомі уродженці
- Шандор Петефі